# Landwirtschaftsministerium (Frankreich)

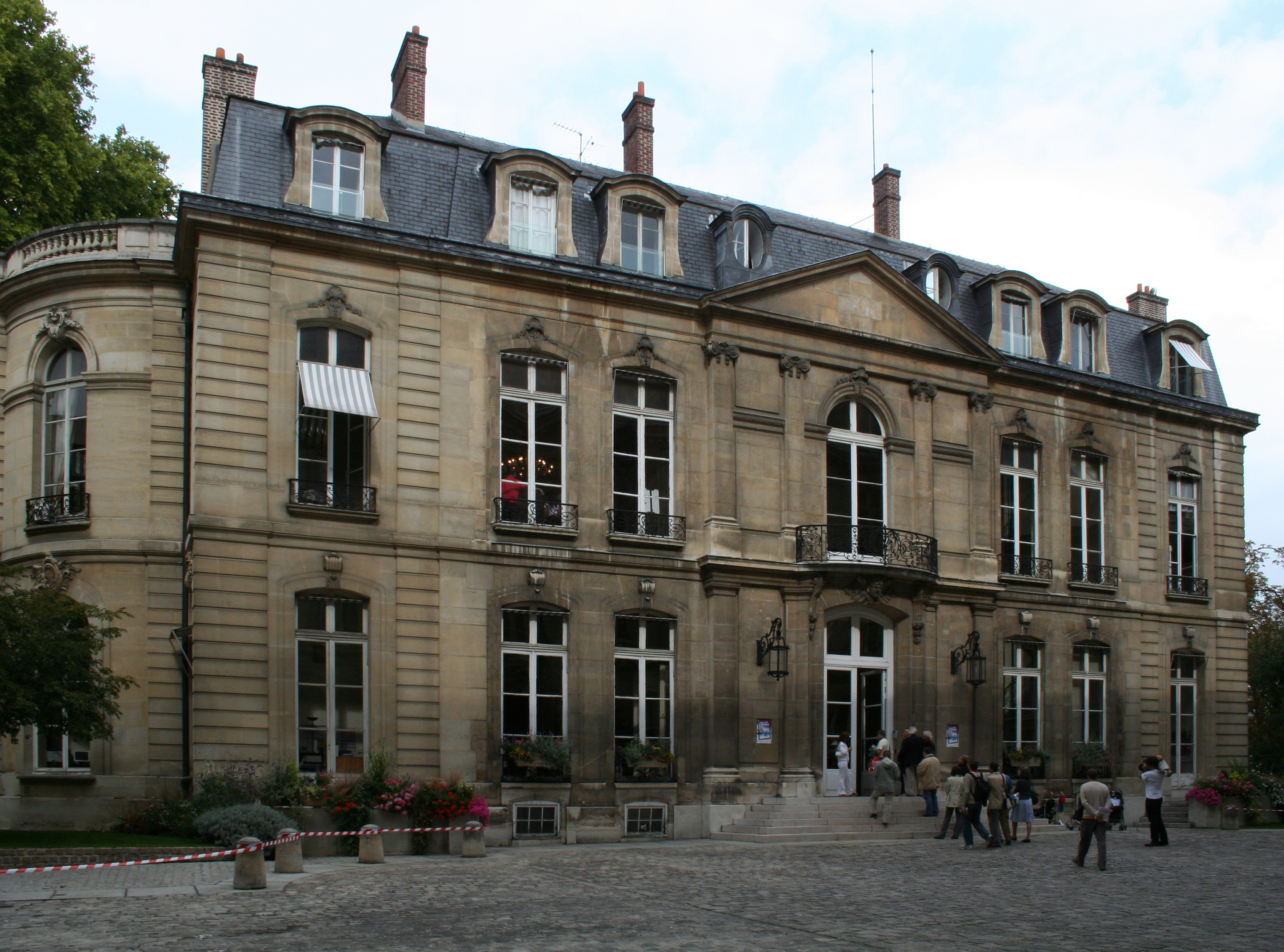
Das Hôtel de Villeroy ist der Sitz des französischen Landwirtschaftsministeriums.

Das Ministerium für Landwirtschaft und Ernährungssouveränität (französisch Ministère de l’Agriculture et de la Souveraineté alimentaire) ist das französische Landwirtschaftsministerium. 
Der Sitz des Ministeriums, das Hôtel de Villeroy, befindet sich an der 78 Rue de Varenne im 7. Arrondissement von Paris und liegt damit in unmittelbarer Nähe zum Hôtel Matignon. Seit der Gründung im Jahr 1836 bis zum Jahr 2017 wurde der Name des Ministeriums achtmal geändert, um Zuständigkeiten innerhalb der französischen Behörden neu zu ordnen.
Alexandre Goüin wurde 1840 zum ersten Landwirtschaftsminister Frankreichs ernannt.

## Amtsinhaber
Die bisherigen französischen Landwirtschaftsminister waren:
- Alexandre Goüin, 1. März 1840 – 29. Oktober 1840
- Jules Ozenne, 23. November 1877 − 13. Dezember 1877
- Paul Devès, 14. November 1881 – 30. Januar 1882
- François de Mahy, 30. Januar 1882 – 21. Februar 1883
- Jules Méline, 21. Februar 1883 – 6. April 1885
- Hervé Mangon, 6. April 1885 – 9. November 1885
- Pierre Gomot, 9. November 1885 – 7. Januar 1886
- Jules Develle, 7. Januar 1886 – 30. Mai 1887
- Paul Barbe, 30. Mai 1887 – 12. Dezember 1887
- Jules Viette, 12. Dezember 1887 – 22. Februar 1889
- Léopold Faye, 22. Februar 1889 – 17. März 1890
- Jules Develle, 17. März 1890 – 11. Januar 1893
- Albert Viger, 11. Januar 1893 – 26. Januar 1895
- Antoine Gadaud, 26. Januar 1895 – 1. November 1895
- Albert Viger, 1. November 1895 – 29. April 1896
- Jules Méline, 29. April 1896 – 28. Juni 1898
- Albert Viger, 28. Juni 1898 – 22. Juni 1899
- Jean Dupuy 22. Juni 1899 – 7. Juni 1902
- Léon Mougeot 7. Juni 1902 – 24. Januar 1905
- Joseph Ruau 24. Januar 1905 – 3. November 1910
- Maurice Raynaud 3. November 1910 – 2. März 1911
- Jules Pams 2. März 1911 – 17. Januar 1913
- Fernand David 21. Januar 1913 – 22. März 1913
- Étienne Clémentel  22. März 1913 – 9. Dezember 1913
- Maurice Raynaud 9. Dezember 1913 – 9. Juni 1914
- Adrien Dariac 9. Juni 1914 – 13. Juni 1914
- Fernand David 13. Juni 1914 – 29. Oktober 1915
- Jules Méline 29. Oktober 1915 – 12. Dezember 1916
- Étienne Clémentel 12. Dezember 1916 – 20. März 1917
- Fernand David 20. März 1917 – 16. November 1917
- Victor Boret 16. November 1917 – 20. Juli 1919
- Joseph Noulens 20. Juli 1919 – 20. Januar 1920
- Joseph Ricard 20. Januar 1920 – 16. Januar 1921
- Edmond Lefebvre du Prey 16. Januar 1921 – 15. Januar 1922
- Henry Chéron 15. Januar 1922 – 29. März 1924
- Joseph Capus 29. März 1924 – 14. Juni 1924
- Henri Queuille 14. Juni 1924 – 17. April 1925
- Jean Durand 17. April 1925 – 10. April 1926
- François Binet 10. April 1926 – 19. Juli 1926
- Henri Queuille 19. Juli 1926 – 11. November 1928
- Jean Hennessy 11. November 1928 – 21. Februar 1930
- Henri Queuille 21. Februar 1930 – 2. März 1930
- Fernand David 2. März 1930 – 13. Dezember 1930
- Victor Boret 13. Dezember 1930 – 27. Januar 1931
- André Tardieu 27. Januar 1931 – 14. Januar 1932
- Achille Armand Fould 14. Januar 1932 – 20. Februar 1932
- Claude Chauveau 20. Februar 1932 – 3. Juni 1932
- Abel Gardey 3. Juni 1932 – 18. Dezember 1932
- Henri Queuille 18. Dezember 1932 – 8. November 1934
- Émile Casset  8. November 1934 – 1. Juni 1935
- Paul Jacquier 1. Juni 1935 – 7. Juni 1935
- Pierre Cathala 7. Juni 1935 – 24. Januar 1936
- Paul Thellier 24. Januar 1936 – 4. Juni 1936
- Georges Monnet 4. Juni 1936 – 18. Januar 1938
- Fernand Chapsal 18. Januar 1938 – 13. März 1938
- Georges Monnet 13. März 1938 – 10. April 1938
- Henri Queuille 10. April 1938 – 21. März 1940
- Paul Thellier 21. März 1940 – 16. Juni 1940
- Albert Chichery 16. Juni 1940 – 12. Juli 1940
- Pierre Caziot 12. Juli 1940 – 18. April 1942
- Jacques Le Roy Ladurie 18. April 1942 – 11. September 1942
- Max Bonnafous 11. September 1942 – 6. Januar 1944
- Pierre Cathala 6. Januar 1944 – 20. August 1944
- François Tanguy-Prigent 4. September 1944 – 22. Oktober 1947
- Marcel Roclore 22. Oktober 1947 – 24. November 1947
- Pierre Pflimlin 24. November 1947 – 2. Dezember 1949
- Gabriel Valay 2. Dezember 1949 – 3. Juli 1950
- Pierre Pflimlin 3. Juli 1950 – 11. August 1951
- Paul Antier 11. August 1951 – 21. November 1951
- Camille Laurens 21. November 1951 – 28. Juni 1953
- Roger Houdet 28. Juni 1953 – 23. Februar 1955
- Jean Sourbet 23. Februar 1955 – 1. Februar 1956
- Roland Boscary-Monsservin 6. November 1957 – 9. Juni 1958
- Roger Houdet  9. Juni 1958 – 27. Mai 1959
- Henri Rochereau   27. Mai 1959 – 24. August 1961
- Edgard Pisani  24. August 1961 – 8. Januar 1966
- Edgar Faure 8. Januar 1966 – 10. Juli 1968
- Robert Boulin 10. Juli 1968 – 16. Juni 1969
- Jacques Duhamel 16. Juni 1969 – 8. Januar 1971
- Michel Cointat 8. Januar 1971 – 7. Juli 1972
- Jacques Chirac 7. Juli 1972 – 1. März 1974
- Raymond Marcellin 1. März 1974 – 28. Mai 1974
- Christian Bonnet 28. Mai 1974 – 30. März 1977
- Pierre Méhaignerie 30. März 1977 – 22. Mai 1981
- Édith Cresson 22. Mai 1981 – 22. März 1983
- Michel Rocard 22. März 1983 – 4. April 1985
- Henri Nallet 4. April 1985 – 20. März 1986
- François Guillaume 20. März 1986 – 12. Mai 1988
- Henri Nallet 12. Mai 1988 – 2. Oktober 1990
- Louis Mermaz 2. Oktober 1990 – 2. Oktober 1992
- Jean-Pierre Soisson 2. Oktober 1992 – 29. März 1993
- Jean Puech 29. März 1993 – 18. Mai 1995
- Philippe Vasseur  18. Mai 1995 – 4. Juni 1997
- Louis Le Pensec 4. Junei1997 – 20. Oktober 1998
- Jean Glavany 20. Oktober 1998 – 25. Februar 2002
- François Patriat 25. Februar 2002 – 7. Mai 2002
- Hervé Gaymard 7. Mai 2002 – 31. März 2004
- Hervé Gaymard 31. März 2004 – 29. November 2004
- Dominique Bussereau 29. November 2004 – 15. Mai 2007
- Christine Lagarde 18. Mai 2007 – 18. Juni 2007
- Michel Barnier 19. Juni 2007 – 22. Juni 2009
- Bruno Le Maire 23. Juni 2009 – 15. Mai 2012
- Stéphane Le Foll 16. Mai 2012 – 10. Mai 2017
- Jacques Mézard 17. Mai 2017 – 20. Juni 2017
- Stéphane Travert 21. Juni 2017 – 16. Oktober 2018
- Didier Guillaume 16. Oktober 2018 – 6. Juli 2020
- Julien Denormandie 6. Juli 2020 – 20. Mai 2022
- Marc Fesneau seit 20. Mai 2022